# Ringier Axel Springer Polska

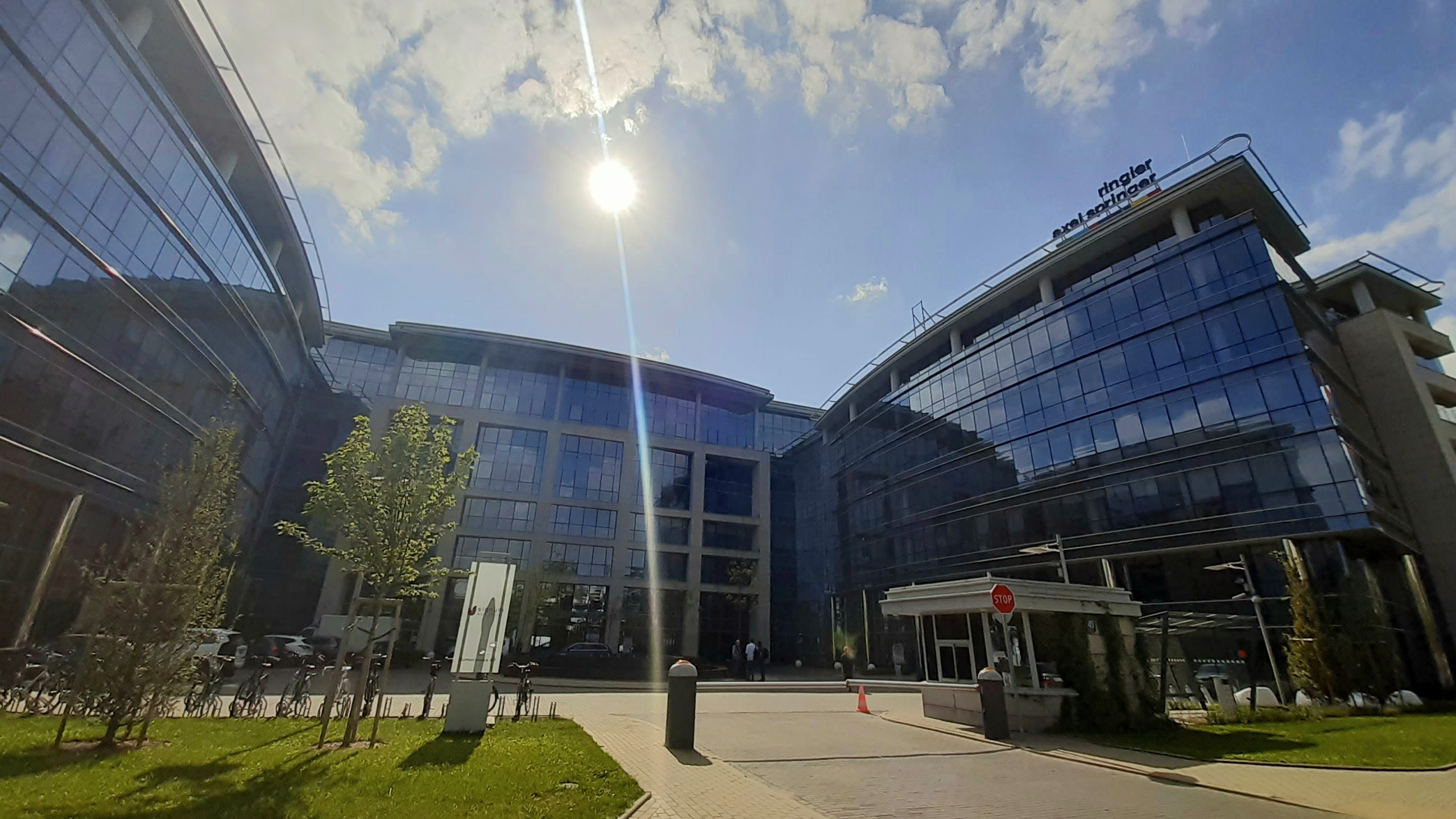
Siedziba Ringier Axel Springer Polska, Warszawa

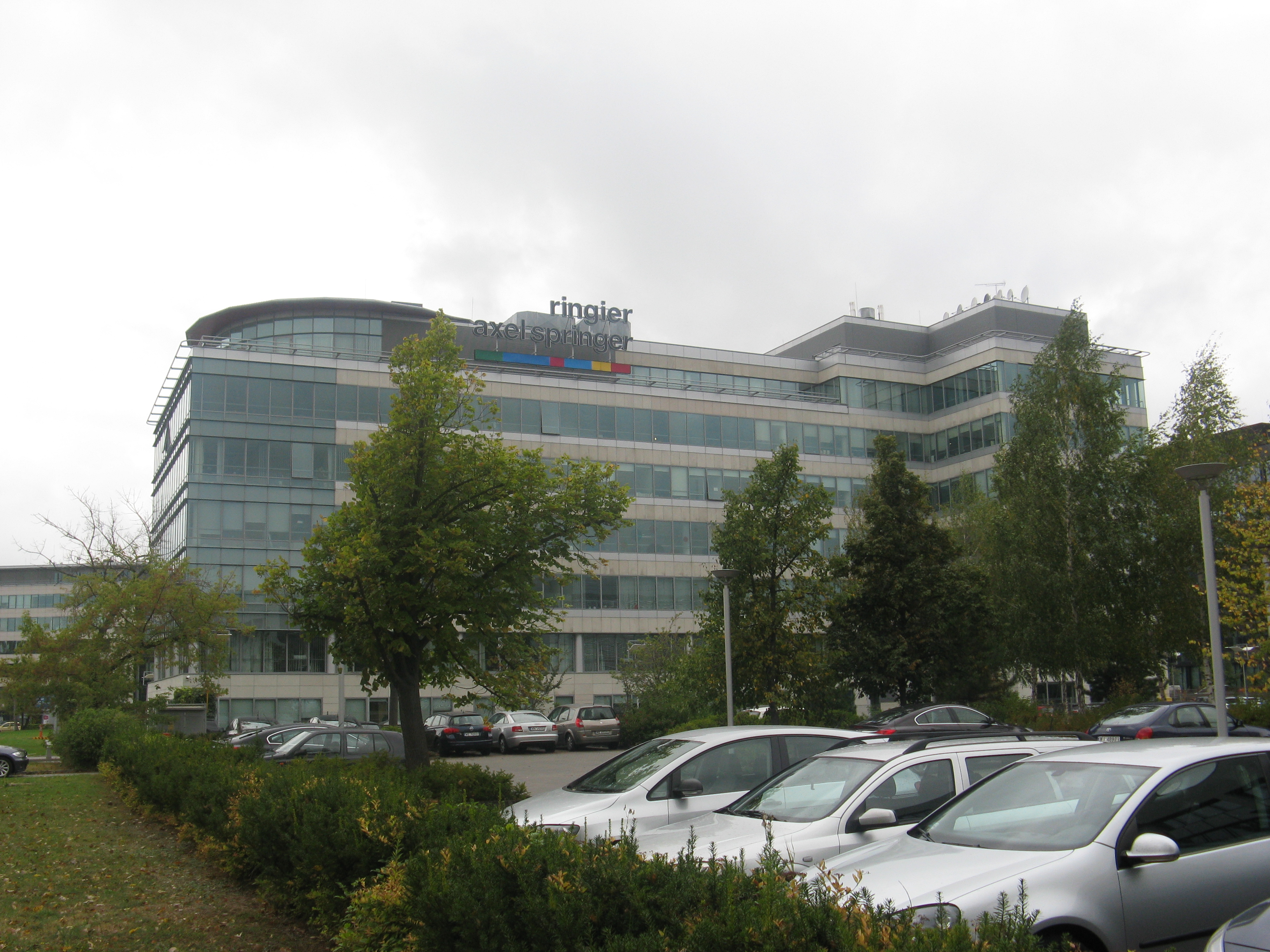
Dawna siedziba Ringier Axel Springer Polska

Ringier Axel Springer Polska, spółka prawa handlowego – w skrócie RASP lub RAS Polska, do 2010 roku Axel Springer Polska. Ringier Axel Springer Polska to jeden z największych w Polsce wydawców prasy i mediów internetowych.
Jest częścią Grupy Ringier Axel Springer Polska, w skład której wchodzą firmy: Ringier Axel Springer Polska, Grupa Morizon-Gratka, Lendi, City-Nav (Jakdojade) i NoFluffJobs (NFJ). Portfolio mediów Ringier Axel Springer Polska obejmuje ponad 20 uznanych marek drukowanych i cyfrowych takich jak: Onet – największy portal informacyjny w Polsce, Fakt – największy polski dziennik oraz Sympatia – lider w internetowych serwisach randkowych w Polsce. Ważną częścią portfolio Ringier Axel Springer Polska jest hub technologiczny Ringier Axel Springer Tech oraz cyfrowa platforma wydawnicza Ring Publishing wykorzystywana przez media w 13 krajach oraz międzynarodowe marki, a wśród nich: Business Insider, Newsweek, Forbes, Ofeminin czy Noizz. W ofercie Ringier Axel Springer Polska znajduje się także segment e-commerce: serwisy Skąpiec i Opineo oraz portfolio popularnych aplikacji mobilnych. 
Ringier Axel Springer Polska prowadzi działalność w obszarach publikacji treści, sprzedaży reklam oraz rozwoju rozwiązań technologicznych dla sektora medialnego. Oferta spółki obejmuje usługi i produkty skierowane do odbiorców indywidualnych, klientów biznesowych oraz partnerów branżowych.
Właścicielami Ringier Axel Springer Polska są: koncern mediowy Axel Springer SE (50% udziałów) i szwajcarska spółka mediowa Ringier AG (50% udziałów).

## Historia
W grudniu 2019 roku RASP jako pierwszy wydawca i medium w Polsce został partnerem United Nations Global Compact, zobowiązując się do promowania i realizacji 17 celów zrównoważonego rozwoju oraz agendy ONZ 2030. Od tego czasu prowadzi szeroko zakrojone działania proekologiczne, mające na celu uświadamianie społeczeństwa w zakresie zmian klimatycznych i zmiany nawyków, równocześnie eliminując ponad 20 tys. ton CO2 w swojej działalności.  

### 2020
We wrześniu 2020 RASP został członkiem Amerykańskiej Izby Handlowej w Polsce. 

### 2021
10 lutego 2021 wszystkie redakcje należące do wydawcy – m.in. Onet, Medonet, Newsweek Polska, Forbes Polska, Fakt, Noizz.pl, Plejada.pl, Przegląd Sportowy i Komputer Świat, Auto Świat – wzięły udział w akcji Media bez wyboru. Polegała ona na wstrzymaniu aktywności redakcyjnej (publikowania informacji i reklam) oraz wyłączeniu emisji treści – zarówno w mediach cyfrowych, jak i w prasie drukowanej pojawiły się wówczas czarne plansze – w proteście przeciw zapowiadanemu przez ówczesny rząd projektowi wprowadzenia podatku od reklam.   
Od marca 2021 roku RASP uruchomił inicjatywę „Equal Voice”, której celem jest zwiększenie widoczności kobiet w mediach.  
W maju 2021 roku wszystkie marki z portfolio Ringier Axel Springer Polska osiągnęły zerowy ślad węglowy, co jest efektem audytu przeprowadzonego przez francuską firmę Bureau Veritas oraz wdrożenia działań redukcyjnych i kompensacyjnych emisji. Firma stale usprawnia proces redukcji CO2, m.in. rezygnując z własnej serwerowni na rzecz niskoemisyjnego partnera, inwestując w ekologiczne rozwiązania w biurach oraz promując proekologiczne postawy wśród użytkowników i partnerów biznesowych.  

### 2022
Od 2022 roku Ringier Axel Springer Polska razem z Ringier Axel Springer Tech cyklicznie organizuje płatny, letni program stażowy RAS TECH Summer. Jest skierowany do studentów i studentek kierunków technicznych, oraz obiecujących talentów w obszarze Product i Project Managementu oraz UX Designu. Technologiczne ścieżki stażowe to m.in. JavaScript, Node.js, DevOps, Cloud, Data Science i Java. Program realizowany jest w trzech biurach Ringier Axel Springer Polska, zlokalizowanych w Krakowie, Warszawie i Wrocławiu. 

### 2024
4 lipca 2024 roku wszystkie redakcje RASP dołączyły do ponad 350 mediów z całej Polski i wzięły udział w proteście mediów pod hasłem „Politycy nie zabijajcie polskich mediów”. Protest był apelem skierowanym do polityków o wprowadzenie poprawek, których celem było wzmocnienie wydawców w negocjacjach z big techami, m.in. Googlem, Metą, Microsoftem, dotyczących wynagrodzeń za wykorzystywane przez nich treści. 

### 2025
W styczniu 2025 roku Ringier Axel Springer Polska we współpracy z OpenAi wdrożył nowe funkcje AI w portalu Onet. Nowe rozwiązania zmieniły sposób interakcji użytkowników z treściami. Użytkownicy zyskali m.in. funkcje „Onet Czat z AI”; „Skróć artykuł z AI”; „Podsumuj dzień z AI”, za pomoc których mogą prowadzić interaktywne dyskusje ze sztuczną inteligencją, skracać artykuły lub uzyskać najważniejsze informacje dnia. W marcu 2025 roku, RASP, wspólnie z ElevenLabs, uruchomił na Onecie funkcję „Posłuchaj artykułu”. Dzięki text-to-speech (TTS) użytkownicy mogą w łatwy sposób zamienić tekst wybranych artykułów na naturalnie brzmiący, generowany przez sztuczną inteligencję głos. 
W marcu 2025 r. Ringier Axel Springer Polska udostępnił użytkownikom Onetu ofertę gier i łamigłówek – Trening Umysłu. To pierwsze tego typu rozwiązanie na polskim rynku. Gry polegają na codziennych słownych i matematycznych wyzwaniach. 

## Prezesi
Pierwszym prezesem Spółki w 1994 r. (wówczas Axel Springer Polska) był Wiesław Podkański, obecnie prezes honorowy firmy i były prezes Izby Wydawców Prasy. Następnie funkcję prezesa zarządu sprawowali: Florian Fels (2006–2010), Marek Sowa (2010), Andreas Tilk (2010–2011), Edyta Sadowska (2012–2014) i Mark Dekan (2014-2022). Od 1 września 2022 r. na czele Ringier Axel Springer Polska stoi Aleksander Kutela.

## Nagrody

### 2024
- Ringier Axel Springer Polska za projekt Akademia AI otrzymał nagrodę główną w konkursie Pulsu Biznesu „Siła Przyciągania 2024” w kategorii „Wsparcie rozwoju pracowników - nowe kompetencje w nowej rzeczywistości”[36].
- Ringier Axel Springer Polska zajął pierwsze miejsce wśród najbardziej opiniotwórczych wydawnictw w 2024 roku w raporcie Instytutu Monitorowania Mediów „Najbardziej opiniotwórcze media. Podsumowanie 2024 roku”[37].
- Program stażowy RAS TECH Summer został nagrodzony III miejscem w konkursie "HR Dream Team" w kategorii “Skuteczna i przyjazna rekrutacja kandydatów”, organizowanym przez Grupę Pracuj S.A.[38]

### 2023
- Ringier Axel Springer Polska zajął pierwsze miejsce wśród najbardziej opiniotwórczych wydawnictw w 2023 roku w raporcie Instytutu Monitorowania Mediów „Najbardziej opiniotwórcze media. Podsumowanie 2023 roku”[39].

### 2021
- Wyróżnienie dla Ringier Axel Springer Polska i Live Age w konkursie Employer Branding Excellence Awards za projekt People Awards 2020. Home Edition[40].

- Ringier Axel Springer Polska zdobył wyróżnienie Instytutu Great Place to Work. Firma otrzymała prestiżowy certyfikat Great Place To Work®, który jest wynikiem anonimowego i niezależnego badania przeprowadzonego wśród pracowników Spółki[41][42].

## Wydawane tytuły
- „Fakt”[43][44]
  - „Fakt Nasze Sprawy”,
  - „Fakt Żyj Lepiej”,
  - „Fakt TV”,
  - „Fakt Dobre Chwile”,
  - „Fakt Krzyżówki 101 Panoramicznych”,
  - „Fakt Żyj Lepiej Extra”.

- „Newsweek Polska” (tygodnik)[45][44]
  - „Newsweek Historia” (miesięcznik),
  - „Newsweek Historia Extra”,
  - „Newsweek Wydanie specjalne”,
  - „Newsweek Nauka”,
  - „Newsweek Magazyn Kryminalny”,
  - „Newsweek Learning English”,
  - oraz cała gama tytułów psychologicznych: „Newsweek Psychologia”, „Newsweek Psychologia Dziecka”, „Newsweek Psychologia Nastolatka”, „Newsweek Psychologia Wydanie Specjalne” oraz książki z serii „Newsweek Psychologia Poleca”.

- „Newsweek Zdrowie”
- „Newsweek Living”

- „Forbes Polska” (miesięcznik)[44]
  - „Forbes Women Polska” (dwumiesięcznik)

### Sportowe:
- „Przegląd Sportowy” (dziennik)[44][46]

## Witryny internetowe

### Obecnie
- Onet.pl[47]
  - Wiadomości.onet.pl
  - Przegladsportowy.onet.pl (powstał z połączenia sport.onet.pl i przegladsportowy.pl) [48]
  - Kultura.onet.pl
  - Kobieta.onet.pl
  - Podróże.onet.pl
  - Zapytaj.onet.pl
  - Gotowanie.onet.pl
  - Magia.onet.pl
  - Pogoda.onet.pl
  - Programtv.onet.pl
  - Video.onet.pl
  - Facet.onet.pl
  - Zielony.onet.pl
- Noizz.pl[49]
- Plejada.pl[50]
- Skapiec.pl[50]
- Opineo[51]
- LaModa.pl[52]
- Sympatia.pl[53]
- Businessinsider.com.pl[44]
- Newsweek.pl[45]
- Fakt.pl[54][44]
- Komputerswiat.pl[44]
- Autoswiat.pl[55]
- Forbes.pl[56]
- Medonet.pl[57]
- GamePlanet[58]
- Onlygames.io[59]
- Literia.pl[60]

### Dawniej
- „Sport” (dziennik)
- „Od A do Z” (tygodnik)
- „Pierwszy Milion” (kwartalnik)
- „Mecz” (ilustrowany tygodnik sportowy)
- „Top Gear” (miesięcznik)
- Blog.pl[61]
- PCLab.pl[44][62]
- „WIEM” (encyklopedia)
- Czat.onet.pl
- Biznes.onet.pl
- Muzyka.onet.pl
- „Play” (czasopismo o grach)
- Nk.pl[63][64][65]
- StepStone.pl[66]
- VOD.pl[67][44]
- Forum.PCLab.pl[68]
- Przegladsportowy.pl (połączony z serwisem sport.onet.pl w jeden serwis przegladsportowy.onet.pl)[46][44]
- Sport.onet.pl (połączony z serwisem przegladsportowy.pl w jeden serwis przegladsportowy.onet.pl)[69]

## Segment Custom Publishing
Ringier Axel Springer Polska realizuje również projekty z zakresu custom publishing, tworząc treści na zlecenie partnerów biznesowych. W ramach tego segmentu wydawnictwo przygotowuje m.in.:
- „Skarb” – magazyn lifestylowy dla sieci Rossmann[70],
- „Rossnę!”– kwartalnik parentingowy dla sieci Rossmann[71],
- „Tanie Leki” – dwumiesięcznik wydawany dla sieci Apteka i Partnerzy[71],
- „Szerokiej Drogi” – kwartalnik przygotowywany dla PKN Orlen[71],
- „On i Styl” / „Ona i Styl” – miesięczniki tworzone dla  Makro Cash & Carry[71],
- „Co słychać?” – miesięcznik wewnętrzny dla pracowników T-Mobile Polska[71],
- „Sztuka dobrego wyboru. Dolce Vita” – kwartalnik wydawany dla Alma Market SA[71],
- T-Mobile-trendy.pl – portal internetowy prowadzony dla T-Mobile[71].

## Partnerstwa, Patronaty i Członkostwa
Ringier Axel Springer jest stałym partnerem wielu wydarzeń, które mają duże znaczenie na arenie międzynarodowej, takich jak:
- Konferencja IMPACT[72],
- World Woman Davos Agenda[73],
- Festiwal Sektor 3.0[74],
- Forum AI Kongresu Ekonomicznego w Karpaczu[75].

Obejmuje także patronaty akcji charytatywnych, m.in..: 
- Wielka Orkiestra Świątecznej Pomocy[76][77],

- Szlachetna Paczka[78][79][80].

Ringier Axel Springer jest także członkiem stowarzyszeń i organizacji takich jak:
- American Chamber of Commerce in Poland[81]
- European Magazine Media Association (EMMA) / European Newspaper Publishers' Association (ENPA)[82][83]
- Foundation for the Global Compact[84][85]
- IAA Polska Międzynarodowe Stowarzyszenie Reklamy[86]
- INMA: International News Media Association[87]
- WANiFRA - World Association of News Publishers[88]
- Związek Pracodawców Wydawców Cyfrowych[89]